# Émeutes de 1967 à Détroit
Vous lisez un « bon article » labellisé en 2018.
Les émeutes de 1967 à Détroit (en anglais : 1967 Detroit riot), également connues sous le nom d'émeute de la 12e rue (12th Street riot) et rébellion de 1967 à Détroit (1967 Detroit rebellion), débutent aux petites heures du dimanche 23 juillet 1967 à Détroit dans l'État américain du Michigan et durent cinq jours. L’événement déclencheur est un raid de la police dans un speakeasy (bar clandestin) exclusivement fréquenté par des Afro-Américains au nord de l'angle de la 12th Street et Virginia Park Avenue. Les pillages, les incendies et les tirs d'armes à feu prennent une telle ampleur que les forces de l'ordre locales sont complètement débordées. Un peu avant minuit le lundi 24 juillet, le président américain Lyndon B. Johnson déclare que la ville est en insurrection selon les termes de l'Insurrection Act. Le gouverneur du Michigan George W. Romney peut alors dépêcher à Détroit l'Army National Guard du Michigan et le président américain y envoie les 82e et 101e divisions aéroportées. Deux jours plus tard, la ville retrouve son calme.
C'est l'une des émeutes les plus meurtrières et les plus destructrices de l'histoire des États-Unis, uniquement surpassée par les Draft Riots de 1863 à New York et les émeutes de 1992 à Los Angeles. Les chercheurs ont calculé qu'elle a causé 43 morts, 467 blessés, environ 7 200 arrestations et la destruction d'environ 2 000 édifices. Les médias américains ont couvert abondamment les événements parce que, même si le pays est le théâtre de plusieurs émeutes (on recense 159 émeutes raciales à travers les États-Unis au cours du Long et chaud été 1967), la ville était jugée exemplaire pour ses relations harmonieuses entre les communautés blanche et noire. Toutefois, dans les faits, Détroit est le siège de tensions raciales. Les émeutes de l'été 1967 conduisent le président Johnson à lancer la commission Kerner pour enquêter sur leurs causes.

## Historique
Les émeutes à Détroit prennent place au cœur du Long et chaud été 1967 durant lequel on recense 159 émeutes raciales à travers les États-Unis. Elle surviennent après d'autres à Atlanta, Boston, Cincinnati, Buffalo, New York ou Tampa en juin. Puis en juillet, on en compte à Birmingham, Chicago, New York, Milwaukee, Minneapolis, New Britain (Connecticut), Rochester, Plainfield (New Jersey) et surtout à Newark (New Jersey),,.
En juillet 1967, la police de Détroit reçoit des plaintes à propos de pillages, d'incendies et de tirs d'armes à feu, qui auraient lieu un peu partout dans la ville : à l'ouest de Woodward Avenue jusqu'au voisinage de la 12th Street (aujourd'hui Rosa Parks Boulevard), sur Grand River Avenue et jusqu'au sud éloigné de Michigan Avenue et Trumbull, près du Tiger Stadium. La zone entourant l'est du Grand Boulevard, qui court d'est en ouest, puis du nord au sud jusqu'au parc Belle Isle, est aussi touchée par cette vague de crimes. Du dimanche 23 juillet au mardi 27 juillet, toute la ville est le siège de crimes plus ou moins violents.
En réponse, la ville émet un avis de couvre-feu, interdit la vente d'alcool et d'armes à feu. Les sociétés et les commerçants réduisent aussi leurs heures d'ouverture, de façon volontaire, conscients de l'agitation qui s'est emparée de plusieurs parties de la ville. Des territoires adjacents imposent aussi un couvre-feu. Plusieurs Blancs participent aux émeutes et aux vols, ce qui empêche de catégoriser ces évènements comme des émeutes raciales.

### Dimanche23 juillet
À 3 h 45 du dimanche 23 juillet 1967, des policiers de Détroit font un raid dans l'immeuble du United Community League for Civic Action, au 9125 de la 12th Street, où l'on sert des boissons alcoolisées sans permis et en dehors des heures autorisées par la loi,.
Les policiers croient qu'ils arrêteront quelques personnes, mais ils trouvent 82 Afro-Américains célébrant le retour de GI qui ont combattu au Viêt Nam. Ils décident d'arrêter tout le monde. Pendant qu'ils organisent leur transport, une foule de curieux se masse dans la rue. Plus tard, dans un mémoire, Walter Scott III, un portier dont le père dirige le speakeasy, se déclare coupable d'avoir mobilisé la foule et lancé une bouteille en direction d'un policier, déclenchant ainsi une émeute.
Les policiers partis, la foule commence à piller un magasin de vêtements à proximité. Peu après, tout le voisinage est le théâtre d'un pillage massif. La police d'État du Michigan, les shérifs du comté de Wayne et la Garde nationale du Michigan sont alertés, mais les délits se déroulant un dimanche, le chef de la police, Ray Girardin, peine à assembler une force suffisante. Entre-temps, des témoins rapportent avoir observé une « atmosphère carnavalesque » sur la 12th Street. Les policiers, en nombre insuffisant et croyant que l'émeute cesserait bientôt, ne font qu'observer la foule. Ils attendent 7 h pour commencer à arrêter des gens. À l'est de la ville, sur Chene Street, des rapports indiquent que la foule est composée de plusieurs ethnies. Un pasteur de la Grace Episcopal Church sur la 12th Street rapporte avoir observé de la « gaieté à lancer des choses ainsi qu'à sortir des choses des édifices »,. La police fait des rafles sur la 12th Street, qui sont peu efficaces parce que beaucoup de gens se trouvent dans la rue. Le premier incendie d'importance commence au milieu de l'après-midi dans une épicerie à l'angle de la 12th Street et d'Atkinson. La foule nuit au travail des sapeurs pompiers et bientôt, la fumée envahit le ciel.
Les médias locaux refusent dans un premier temps de parler des troubles dans le but d'éviter une escalade de violence, mais l'émeute s'étend bientôt à d'autres parties de la ville : des épiceries et des magasins sont le théâtre de pillages. Dans l'après-midi, la nouvelle se répand et des gens présents au spectacle musical de Motown au Fox Theatre ainsi qu'à un match de baseball des Tigers de Détroit sont invités à éviter certaines parties de la ville. Après la partie, Willie Horton (en), joueur des Tigers qui a grandi près de la 12th Street, se rend dans une partie agitée en conservant sa tenue et demande avec vivacité aux gens sur place de rentrer chez eux, en vain.

### Lundi24 juillet
La police d'État du Michigan et les shérifs du comté de Wayne sont dépêchés à Détroit pour soutenir la police de la ville qui est débordée. Les émeutiers continuant à ravager la ville, la police procède à de nombreuses arrestations ; les personnes arrêtées sont conduites dans des prisons de fortune. Les prisonniers n'étant pas amenés devant la Recorder's Court, ils ne reçoivent pas leur acte d'accusation. Quelques prisonniers donnent un nom fictif, les employés sont donc obligés de prendre les empreintes digitales dans le but d'identifier avec certitude les personnes arrêtées. La police de Windsor, ville canadienne située à proximité de Détroit, est appelée en renfort pour vérifier les empreintes digitales.
Dans le but d'accélérer le processus administratif et de faciliter le travail ultérieur, la police commence à photographier les pilleurs, le policier qui a procédé à l'arrestation et les biens volés. Plus de 80 % des personnes arrêtées sont noires. Environ 12 % sont des femmes. Les policiers arrêtent sans distinction les suspects, les criminels et toute autre personne à proximité.
Le gouverneur du Michigan, George Romney, et le président américain, Lyndon B. Johnson, ne s'entendent pas sur la légalité d'envoyer l'armée américaine (de juridiction fédérale). Johnson explique qu'il enverra des troupes lorsque Romney déclarera l'« état d'insurrection », ainsi qu'exigé par l'Insurrection Act.
Selon l'historien américain Sidney Fine, dans son Violence in the Model City, des questions d'ordre politique compliquent les décisions, ce qui est courant lors de crises. George Romney envisage de concourir aux primaires du Parti républicain pour être le candidat du parti à l'élection présidentielle de 1968 ; le président Johnson, un démocrate, refuse d'envoyer les troupes selon les directives de Romney. Par ailleurs, le maire démocrate de Détroit, Jerome Cavanagh, est en conflit ouvert avec Romney. Par contre, jeune, d'origine irlandaise et catholique, le maire maintient des relations harmonieuses avec les leaders afro-américains, tant à l'intérieur qu'à l'extérieur de la ville, il est donc réticent à demander l'aide de Romney.

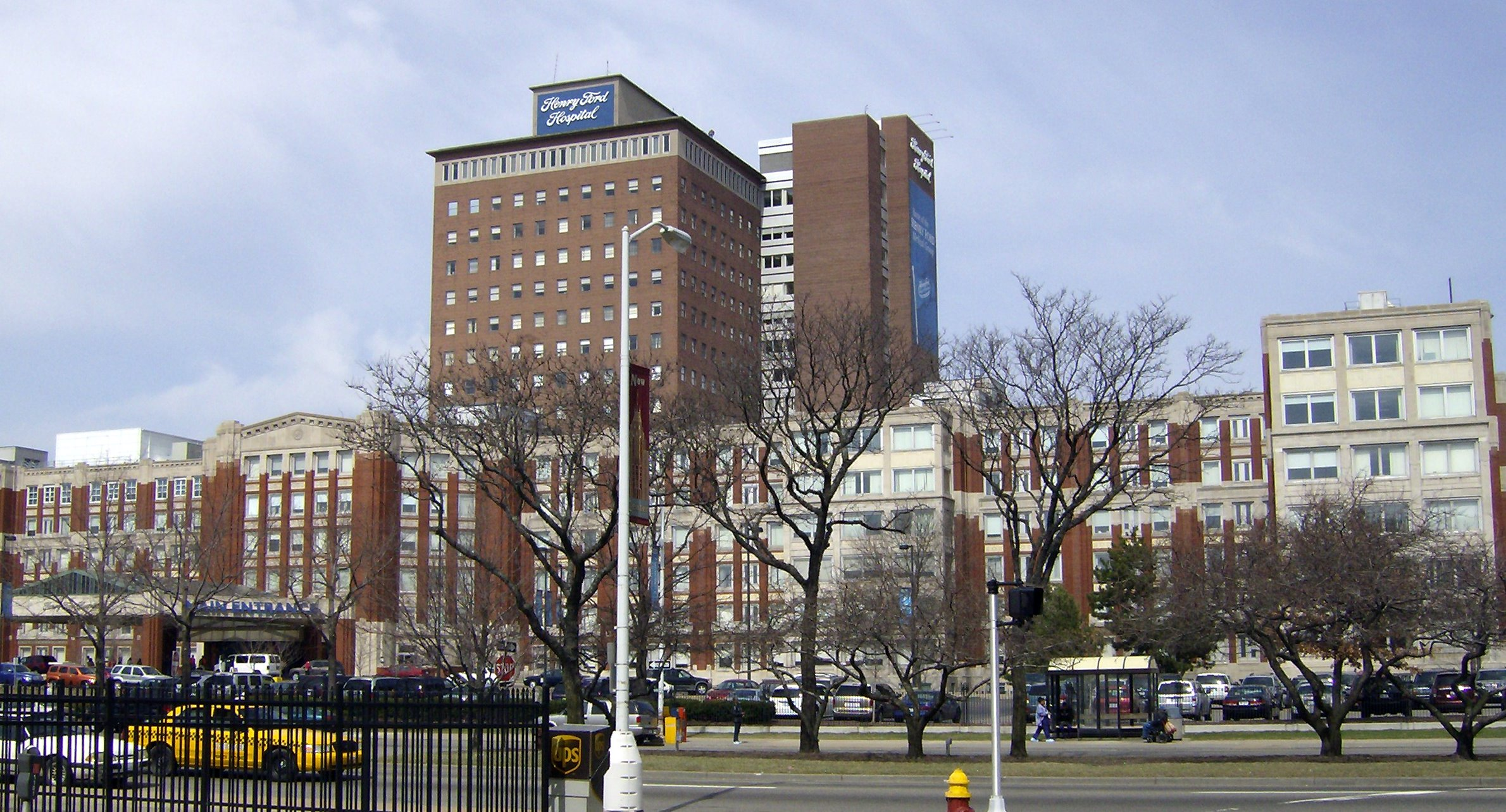
Le 24 juillet 1967-, des snipers forcent quarante hommes de l'Army National Guard à s'abriter à l'intérieur du Henry Ford Hospital. L'hôpital reste toutefois ouvert pendant les émeutes, traitant les blessés.

La violence prend de l'ampleur tout au long de la journée : plus de 480 incendies sont déclarés, 230 incidents sont rapportés par heure et 1 800 personnes sont arrêtées le lundi. Les pillages et les incendies volontaires sont courants. Les entreprises détenues par les Noirs ne sont pas épargnées. L'un des premiers magasins pillés est une pharmacie détenue par des Noirs, connue pour vendre des prescriptions à crédit. Le magasin de vêtements le mieux connu de la population noire, détenue par des femmes afro-américaines, a été incendié, ainsi que l'un des restaurants les plus connus de la population noire. Après les émeutes, un commerçant noir déclare : « vous alliez être pillé, peu importe votre couleur »,. Les sapeurs-pompiers du Detroit Fire Department qui tentent d'éteindre les flammes sont la cible de tirs d'émeutiers. Pendant les émeutes, environ 2 500 fusils et 38 pistolets ont été volés dans les magasins.
Cette même journée, le premier représentant afro-américain au Congrès américain, John Conyers, qui s'oppose au déploiement de troupes fédérales, tente de calmer la violence en se rendant sur la 12th Street avec un mégaphone, demandant aux gens de retourner chez eux. Il aurait crié : « Restez calme, nous sommes avec vous ! », À ce moment, il est évident que les forces de l'ordre ne suffisent plus à ramener l'ordre à Détroit.

### Mardi25 juillet

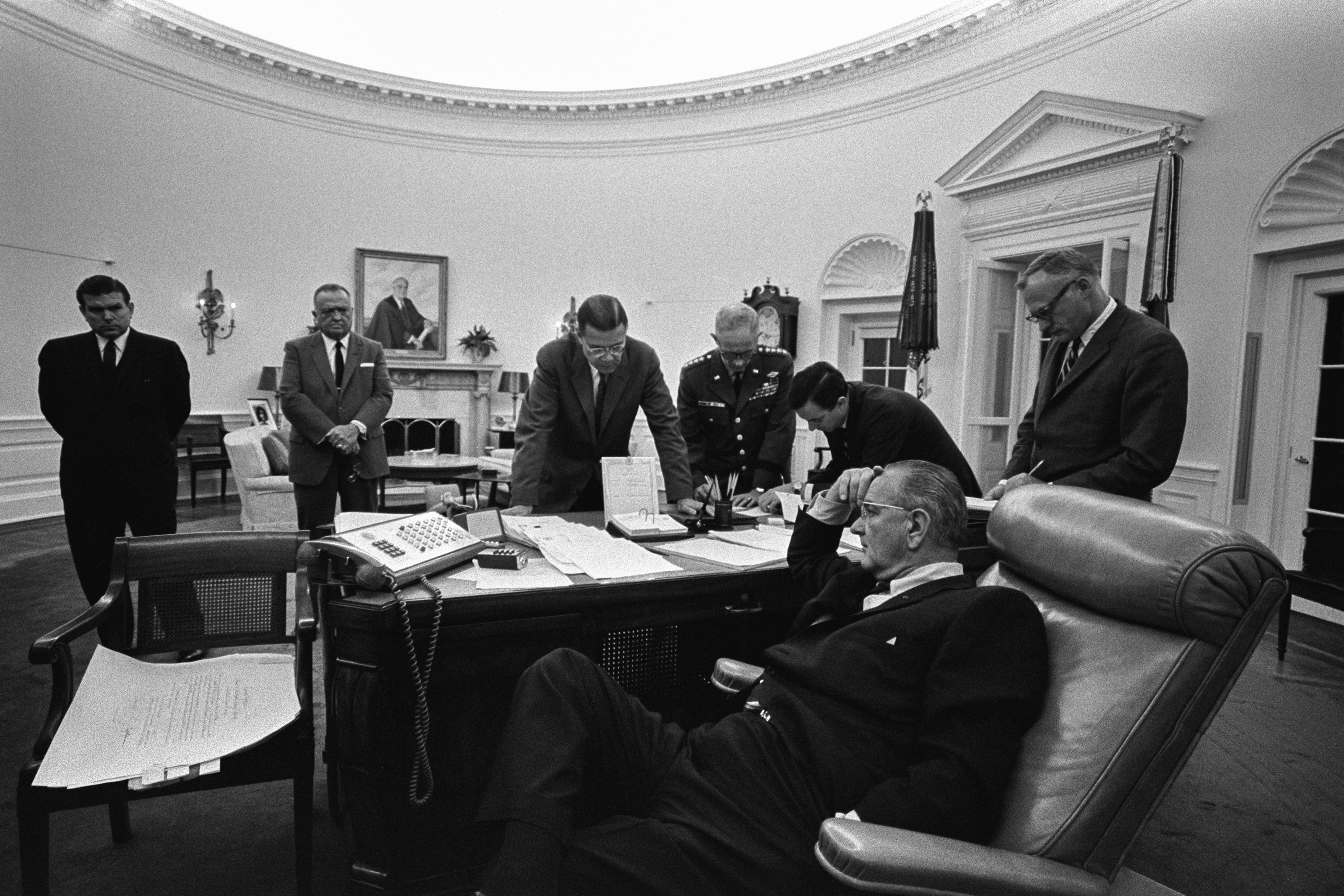
24 juillet 1967. Le président américain Lyndon B. Johnson (assis, à l'avant) discute sur la façon de réagir aux émeutes avec (de gauche à droite) le conseiller W. Marvin Watson, le directeur du FBI J. Edgar Hoover, le secrétaire d'État (ministre des affaires étrangères) Robert McNamara, le général Harold Keith Johnson, l'assistant spécial à la présidence Joe Califano et le secrétaire de l'Armée des États-Unis Stanley Rogers Resor.

Peu avant minuit du lundi 24 juillet, Lyndon B. Johnson ordonne le déploiement des troupes fédérales en accord avec l'Insurrection Act (de 1807), qui autorise le président des États-Unis à recourir aux forces armées pour combattre une insurrection, dans n'importe quel État américain, contre le gouvernement. Quelque 8 000 membres de l'Army National Guard du Michigan et 360 policiers de l'État du Michigan sont déployés dans le but de mettre un terme aux troubles. Quelque temps plus tard, ils sont rejoints par les 82e et 101e divisions aéroportées, qui comptent environ cinq mille hommes en tout,.
Malgré la présence d'unités supplémentaires, le chaos persiste. Les policiers sont débordés et fatigués. Plus tard, il sera établi des abus de la part des policiers envers des Noirs et des Blancs emprisonnés.
Sur les plus de sept mille personnes arrêtées, seulement 26 le sont en tant que snipers. Les policiers ayant agi trop rapidement de crainte de subir un tir, aucun sniper ne sera condamné. Les policiers profitent du droit de rechercher des armes à feu sans mandat pour scruter plusieurs maisons et plusieurs véhicules automobiles. La violation du couvre-feu amène souvent les policiers à faire preuve de brutalité. Des policiers au 10th Precinct du Detroit Police Department procèdent régulièrement à des abus envers des prisonniers : les photographies d'identité judiciaire permettront de démontrer que plusieurs blessures ont été causées après l'incarcération des personnes arrêtées. Les femmes sont déshabillées et subissent des fouilles à nu pendant que des policiers prennent des clichés. Des propriétaires blancs de New York qui inspectent leurs immeubles sont arrêtés après une plainte contre un sniper et sont battus si sévèrement que « leurs testicules sont encore noirs et bleus deux semaines après l'incident »,.

### Mercredi26 juilletet jeudi27 juillet
Selon le maire Cavanagh, l'Army National Guard du Michigan « est très désorganisée et pas très bien entraînée »,. Néanmoins, les troupes fédérales forment un groupe ethniquement intégré parce que les soldats ont combattu au Viêt Nam.
Des véhicules blindés et des mitrailleuses lourdes, sont déployés dans le but de réduire les troubles. Des films et des photos d'époque montrent une ville en feu, ainsi que des combats dans les rues. Le jeudi 27 juillet, l'ordre est suffisamment rétabli dans la ville pour que les membres de l'Army National Guard déployés dans les zones troublées reçoivent l'ordre de réduire leur armement, ainsi que de ranger leur baïonnette. Le retrait des troupes commence le vendredi 28 juillet et se poursuit jusqu'au dimanche 29 juillet. C'est pendant cette nuit que trois hommes noirs trouvent la mort lors de l'affaire du motel Algiers à la suite de l'intervention de forces policières.
Environ 10 000 personnes auraient participé aux émeutes, alors que 100 000 personnes auraient observé les troubles. Le maire Jerome Cavanagh exprime son désarroi en voyant les destructions : « Aujourd'hui, nous sommes debout parmi les cendres de nos espoirs. Nous avons espéré contre tout espoir que nous avions fait assez pour prévenir une émeute. C'était insuffisant. », La situation de Détroit n'est pas unique ; en effet, des émeutes ont éclaté ailleurs au pays. Les troubles de Détroit servent de catalyseurs à d'autres émeutes au Michigan. De petites émeutes sont déclarées dans les villes de Highland Park et River Rouge, alors que des forces policières conséquentes sont envoyées à Southgate à la suite d'une alerte à la bombe.

## Pertes et dommages
Le décès de Tanya Blanding montre l'aspect tragique des conflits qui ont fait rage pendant ces émeutes. Un soir, cette fillette de quatre ans se trouve dans l'appartement au second étage d'un immeuble à quelques pas de l'angle de la 12th Street et Euclid, près de l'endroit où les premières émeutes ont commencé. La nuit précédente et la soirée même, des gens rapportent des tirs occasionnels d'armes à feu. Des membres de l'Army National Guard rapportent que l'une de leurs unités subit des coups de feu à l'angle de ces rues et croient que les tirs proviennent de l'immeuble où vivent Tanya et sa famille. La suite des événements est confuse. Pendant qu'un blindé léger de l'Army National Guard est positionné à l'avant de l'immeuble, un occupant de l'appartement allume une cigarette. Des gardes pointent alors leurs fusils et une mitrailleuse en direction de l'appartement, puis ouvrent le feu. À 1 h 20, Tanya est morte. Lorsque le corps de la fillette est découvert, un membre de l'Army National Guard admet avoir tiré une rafale dans la fenêtre à cause des soupçons d'un collègue. Plus tard, la mère accuse le garde d'avoir fait un usage négligent de son arme à feu. Le tribunal déclarera l'homme innocent des charges à son encontre.
Les cinq jours d'émeutes ont provoqué les pertes suivantes : 
- 43 personnes sont mortes, dont 33 Afro-Américains et 10 Blancs. Parmi les Afro-Américains, 24 ont été abattus par des policiers et des soldats de l'Army National Guard ; 6 ont été tués par des commerçants ou des gardes de sécurité ; un a été électrocuté en marchant sur un câble à haute tension et deux sont morts asphyxiés pendant un incendie[39]. Parmi les Blancs, on compte un policier tué par un collègue lors d'une intervention, un pompier est mort en marchant sur un câble à haute tension, un autre a été abattu par un homme armé et un membre de l'Army National Guard est mort lors d'un accrochage avec des pillards[40] ;
- 1 189 personnes ont été blessées : 407 civils, 289 suspects, 214 policiers du Detroit Police Department, 134 pompiers, 55 membres de l'Army National Guard du Michigan, 67 membres de la police d'État du Michigan, 15 shérifs de comté de Wayne et 8 soldats fédéraux ;
- 7 231 personnes ont été arrêtées : 6 528 adultes (le plus âgé avait 82 ans) et 703 enfants et adolescents (le plus jeune avait 4 ans). La moitié des personnes arrêtées n'ont aucun antécédent judiciaire. De toutes les personnes arrêtées, 64 % sont accusées de pillage et 14 % sont accusées d'avoir violé le couvre-feu[41] ;
- 2 509 magasins ont été dévalisés ou incendiés et 412 édifices ont été incendiés ou partiellement détruits au point de devoir être démolis. Les pertes s'élèvent au moins à 40 millions de dollars[42].

Par l'ampleur des destructions et des pertes en vies humaines, c'est l'une des pires émeutes de l'histoire des États-Unis, uniquement surpassée par les Draft Riots de 1863 à New York et les émeutes de 1992 à Los Angeles.

## Conditions sociales

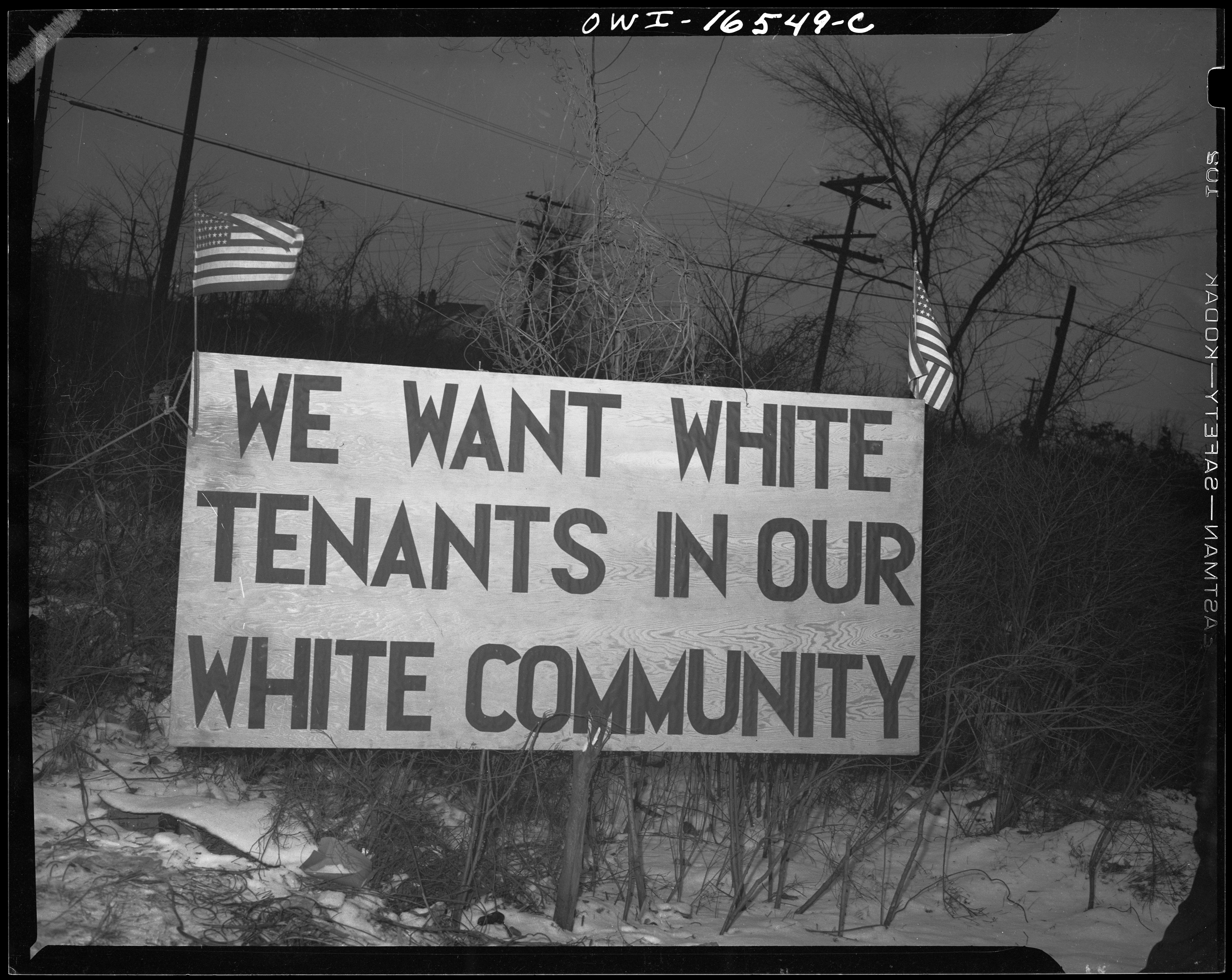
Des banlieusards de Détroit ont placé cette pancarte en 1942 : We want white tenants in our white community (« Nous désirons des locataires blancs dans notre communauté blanche »). Le ségrégationnisme résidentiel s'est longtemps poursuivi par la suite. La majorité des Blancs a en effet rejeté les mesures positives d'accès discriminatoire au logement dans les années précédant les émeutes.

Beaucoup d'Américains jugent Détroit comme un modèle de relations raciales au début des années 1960. À la suite de l'élection du maire Jerome Cavanagh en 1961, le nouveau chef de la police de Détroit, George Clifton Edwards Jr., commence à réformer les pratiques de la police de la ville, réputée pour sa brutalité. Les syndicats des travailleurs, menés par le président de l'United Auto Workers Walter Reuther, planifient de remodeler massivement les quartiers pauvres du centre-ville,. Dans son éditorial du 25 juillet 1967, le New York Times  écrit que Détroit « a plus d'atouts en main que toute autre ville importante du Nord [des États-Unis] »,,.
Au début du XXe siècle, lorsque les Noirs ont massivement emménagé à Détroit lors de la grande migration afro-américaine, la ville n'a pu répondre à la demande de logements. Les Noirs ont subi des discriminations, tant pour les logements que pour les emplois. Ils étaient en compétition pour les emplois les moins rémunérés avec les Blancs qui avaient émigré du Sud rural américain et avec les Blancs qui arrivaient de l'Europe du Sud et l'Europe de l'Est.
Quelques pratiques de ségrégation ethnique, inspirées en partie des pratiques religieuses euro-américaine (ou blanche), subsistent jusqu'au milieu du XXe siècle, même si d'autres discriminations sociales perdent de la vigueur. Des lois du gouvernement fédéral américain : The National Housing Act of 1934 (qui favorise le redlining), The Housing Act of 1937 (qui exige la création de logements sociaux pour les plus démunis à l'époque du New Deal, mais ces logements sont regroupés dans certains quartiers) et le G.I. Bill de juin 1944 (conçue pour les soldats qui reviennent des fronts européen et Pacifique, cette loi facilite l'acquisition de maisons grâce à un faible taux d'intérêt ; des promoteurs immobiliers font donc construire des milliers de maisons, surtout dans les quartiers à prédominance euro-américaine ; plusieurs promoteurs refusent de vendre ces maisons aux soldats noirs de crainte de voir une diminution de la valeur du parc immobilier à proximité) maintiennent une ségrégation résidentielle jusque dans les années 1960. Par exemple, en 1956, le maire de Dearborn dans le Michigan se vante au journal Montgomery Advertiser que « Les Nègres n'entrent pas ici... Les personnes ici sont très anti-gens de couleur, beaucoup plus que vous en Alabama. »,
Dans les années 1950 et 1960, les Noirs progressent dans les hiérarchies des syndicats et des entreprises. La ville de Détroit peut compter sur une classe moyenne noire à la fois importante et prospère. Les travailleurs noirs reçoivent un salaire supérieur grâce aux emplois dans l'industrie automobile. La ville compte deux élus noirs sur les quatre siégeant au Congrès des États-Unis, trois juges noirs, deux membres noirs au Conseil d'éducation de la ville (Detroit Board of Education), 40 % de membres noirs à la Commission du logement et douze représentants noirs à la législature d'État du Michigan. Le seul membre noir du conseil de ville de Détroit, Nicholas Hood, loue l'administration de Cavanagh pour son écoute des inquiétudes exprimées par les citoyens du centre-ville. Quelques semaines avant les émeutes, le maire Cavanagh a déclaré que les citoyens n'ont pas besoin « de jeter une brique pour communiquer avec l'hôtel de ville »,.
Détroit reçoit des millions de dollars du gouvernement fédéral grâce au programme Grande société lancé par le président Johnson et l'investit presque exclusivement dans le centre-ville, où la pauvreté et les troubles sont plus importants. Le Washington Post affirme que les écoles du centre-ville de Détroit connaissent « les réformes scolaires les plus avant-gardistes de tout le pays »,. En 1965, l'American Institute of Architects décerne un prix à Détroit pour le nouveau développement urbain. Au début du XXe siècle, les nouveaux immigrants s'établissent en général dans les régions selon leur appartenance ethnique. L'anthropologue Paul Wrobel indique que les quartiers ethniques sont courants à Détroit.
En mai 1967, le gouvernement fédéral classe les logements de Détroit pour Noirs à une meilleure position que dans les villes de Philadelphie, New York, Chicago et Cleveland. Néanmoins, les Noirs sont toujours traités différemment. En 1964, Rosa Parks, qui a déménagé à Détroit à la fin des années 1950, déclare : « Je ne perçois pas une grande différence ici [comparativement à l'Alabama]... la ségrégation résidentielle est tout aussi grande et semble plus visible dans les grandes villes. »,
L'Office of Law Enforcement Assistance du DoJ désigne Détroit comme un « modèle pour les relations de la police avec la communauté »,. Les magazines Fortune, Newsweek, The Christian Science Monitor, Look, Harper’s, U.S. News & World Report et The Wall Street Journal publient des articles élogieux sur la ville. Le maire Cavanagh est si prisé au niveau national qu'il est élu président de la Conférence des maires des États-Unis (pour la période 1966-1967) et la National League of Cities (un groupe de défense d'intérêts représentant de nombreuses villes américaines). Il a été réélu au poste de maire en 1965, malgré une tentative ratée d'être élu au Sénat des États-Unis avec l'investiture démocrate.
Plus tard, le président américain  Lyndon B. Johnson constitue la commission Kerner dans le but d'enquêter sur les origines des émeutes de Détroit. Pour justifier sa décision, il déclare : « Je pense que nous avons besoin des réponses à ces trois questions fondamentales concernant ces émeutes : Qu'est-il arrivé ? Pourquoi cela est-il arrivé ? Que faire pour éviter que cela n'arrive de nouveau, ? » À la suite d'un sondage auprès des Noirs de Détroit, elle rapporte qu'ils n'étaient pas « heureux » des conditions à Détroit avant les émeutes. Selon l'historien Sidney Fine, plusieurs citoyens afro-américains sont insatisfaits des conditions sociales à Détroit avant les émeutes et croient que les progrès sont trop lents. Il identifie plusieurs domaines où la discrimination est visible : sécurité, logement, emplois, ségrégation spatiale dans la ville, maltraitance par les commerçants, manque d'aires récréatives, éducation publique médiocre, accès déficient aux services médicaux et guerre contre la pauvreté.

### Sécurité
Avant les émeutes, George Edwards, sous les ordres du maire Jerome Cavanagh (responsable du Detroit Police Department), travaille à réformer la police de la ville. Edwards essaie de recruter et promouvoir des policiers noirs, mais il refuse de former un conseil de discipline composé de civils, une demande de la communauté afro-américaine. Dans ses tentatives de discipliner les policiers accusés de brutalité, il se met à dos le service de police au complet. De plus, plusieurs Blancs croient que ses politiques sont « trop indulgentes contre le crime »,. Le département de la Commission on Civil Rights chargé des relations avec la communauté du Michigan mène une enquête sur la police de Détroit en 1965. Dans son rapport publié en 1968, la commission affirme que le « système policier » est coupable de racisme. Elle blâme ce système qui aide à l'embauche de « sectaires » et fait augmenter le sectarisme par son système de valeurs. Un sondage mené par la commission Kerner permet d'établir que, avant les émeutes, 45 % des policiers qui travaillent dans les quartiers noirs sont « extrêmement anti-noirs » et que 34 % des autres sont « partiaux »,.
En 1967, les Blancs comptent pour 93 % des forces policières, alors que la population compte 30 % d'Afro-Américains,. Plusieurs épisodes de brutalités policières ont semé l'inquiétude parmi les Afro-Américains. Ils n'apprécient pas les policiers qui s'adressent à eux d'une façon infantile, appelant les hommes « garçons » et les femmes « chérie » et « bébé ». Les policiers fouillent les jeunes hommes noirs qui marchent dans la rue en groupe ; les femmes noires se plaignent d'être comparées aux prostituées si elles marchent seules dans la rue. Le premier maire noir de Détroit (entre 1974 et 1994), Coleman Young, écrit à propos des Afro-Américains de Détroit : « Ne pas les protéger, mais les discipliner ; ne pas leur apporter soutien, mais sévir contre eux. »,
Les Afro-Américains se plaignent que la police traite avec plus de zèle les plaintes des Blancs. Ils croient que la police profite des crimes dans les quartiers noirs et la presse accuse la police de maintenir des liens avec le crime organisé, ce qui mine la confiance de la population noire. Selon Sidney Fine, la prostitution constitue le principal vice dans les ghettos. La communauté noire croit que la police ne contrôle pas suffisamment la clientèle blanche qui choisit les prostituées noires. Dans les semaines précédant les émeutes, la police commence à agir près de la 12th Street, mais le 1er juillet, une femme noire est tuée et des rumeurs prétendent que des policiers l'ont abattue. La police de Détroit réplique qu'elle a été tué par des souteneurs.
Les citoyens afro-américains croient que la police mène des raids contre les bars clandestins en se fondant seulement sur l'appartenance ethnique. Depuis les années 1920, ces bars font partie de la culture afro-américaine de Detroit. Même s'ils ont commencé à l'époque de la Prohibition, ils ont poursuivi leurs activités parce que plusieurs bars, restaurants et autres endroits récréatifs de Détroit font montre de discrimination contre les Noirs.

### Emplois
Après la Seconde Guerre mondiale, la ville perd près de 150 000 emplois au profit des banlieues. Dans les années 1960, sa population décroît en moyenne de 10 000 personnes par an. Elle diminue de 179 000 entre 1950 et 1960, puis de 156 000 dans la décennie suivante, ce qui influe sur l'activité commerciale et les services de la ville. Cette décroissance est due à plusieurs facteurs : changements technologiques, automatisation accrue, consolidation dans l'industrie automobile, besoins différents pour la production manufacturière, politiques de taxation et construction d'autoroutes (qui augmentent donc la mobilité des travailleurs). Les grandes sociétés qui ont fourni l'armée américaine, Automobiles Packard, Hudson Motor Car Company et Studebaker, et de plus petites sociétés ferment leurs portes ou réduisent sensiblement leurs activités faute de demande. Dans les années 1950, la taux de chômage dépasse 10 %. Entre 1946 et 1956, GM, Ford et Chrysler investissent massivement dans de nouvelles usines, toutes construites dans les banlieues de Détroit. Les citoyens les plus fortunés quittent la ville pour aller travailler dans les banlieues. Beaucoup de citoyens de la classe moyenne s'établissent dans de nouvelles maisons, comme partout ailleurs aux États-Unis.
Au moment des émeutes, le taux de chômage des citoyens noirs est le double de celui de la population blanche de Détroit. Dans les années 1950, le taux de chômage des Noirs atteint 15,9 %, alors que celui des Blancs ne dépasse pas 6 %. C'est l'une des conséquences du traitement syndical qui accorde en priorité des emplois aux plus anciens salariés. Avant la Seconde Guerre mondiale, seule la société Ford embauchait un nombre significatif de Noirs ; les deux autres fabricants d'automobiles embauchèrent des Noirs lors de la pénurie de main-d’œuvre pendant la guerre. Ayant moins d'ancienneté, les Noirs ont été licenciés avant les Blancs lors des réductions de personnels d'après guerre. De plus, les employeurs confient régulièrement aux Noirs « les emplois le plus ardus, les plus dangereux et les plus mauvais pour la santé »,. Quand l'industrie connaît un regain au début des années 1960, seules Chrysler et la division Cadillac de GM fabriquent des automobiles à Détroit. Les Noirs qu'elles embauchent occupent « les pires emplois, qui sont les plus dangereux : la fonderie et la carrosserie »,,.
Une classe noire prospère et éduquée travaille dans les professions traditionnelles : services sociaux, religion, médecine et soins infirmiers. Plusieurs Noirs qui ne travaillent pas en usine sont surtout serveurs, porteurs ou concierges. De nombreuses femmes noires sont cantonnées aux emplois domestiques. Quelques secteurs économiques sont connus pour leurs pratiques discriminatoires, même pour des emplois exigeant peu d'éducation.

### Logements et quartiers

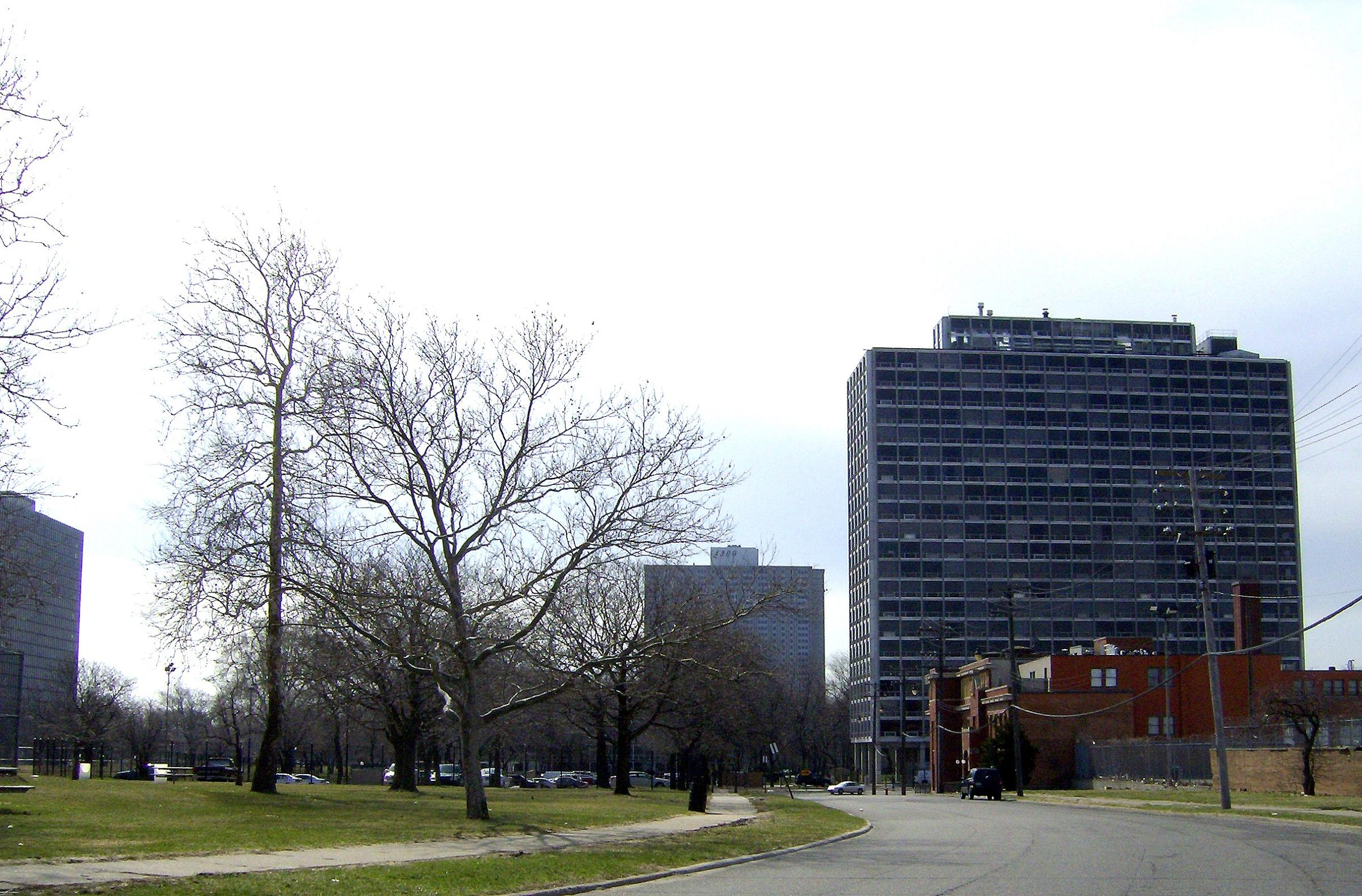
Le Black Bottom, un des quartiers historiques de la communauté noire, a été remplacé par le parc Lafayette à la suite d'un renouvellement urbain. Cette perte conduit à des tensions ethniques, parce qu'elle provoque la dislocation de réseaux communautaires à la suite de la démolition de logements.

Beaucoup de citoyens de Détroit sont propriétaires de leur résidence, même si le coût en est élevé. Plusieurs projets de renouvellements urbains, lancés après la Seconde Guerre mondiale, ont pour but d'améliorer les logements des quartiers les plus pauvres, mais remodèlent sensiblement ces quartiers et leur composition ethnique,. Détroit met en chantier plusieurs projets qui touchent en particulier les quartiers occupés par les Noirs parce qu'ils habitent dans les plus vieilles maisons de la ville. Des années 1920 aux années 1950, par choix personnel ou financièrement démunis, les Noirs emménagent dans les quartiers de Black Bottom et Paradise Valley.
Détroit a été régulièrement citée comme ville modèle pour le renouvellement urbain. Les buts de la ville sont de « stopper l'exode des sociétés du centre-ville, transformer les taudis en de meilleurs logements et élargir l'assiette fiscale de la ville »,.
Soutenue par plusieurs lois fédérales, dont la Loi sur le logement de 1949, qui visent à améliorer le logement à travers les États-Unis, la cité obtient des fonds pour développer le Detroit Medical Center (un complexe médical qui se targue de maintenir 2 000 lits et d'employer plus de 3 000 médecins en 2017), le parc Lafayette, le Project One du district d'affaires au centre-ville et le Chrysler Freeway (une autoroute longue de plus de 600 km formée le plus souvent de six voies), en achetant des terrains et en éliminant les taudis. Lorsqu'elle adopte des règlements pour ces projets, la ville réserve des sommes. Le but de tous ces projets est de remodeler physiquement la ville, sans se préoccuper des conséquences sociales. Au fur et à mesure que les plus vieux quartiers sont remodelés, les populations ethniques les plus démunies déménagent au nord du Black Bottom le long du Grand Boulevard, ce mouvement atteignant ultimement les environs de la 12th Street. À partir des années 1950, la communauté juive a quitté ces quartiers, remplacée par des Noirs (un exemple de white flight). Même si les citoyens juifs sont partis dans les banlieues, ils conservent souvent leur propriété en ville et font encore affaire dans ces quartiers. Donc, plusieurs Noirs près de la 12th Street louent à des propriétaires qui vivent en banlieues et achètent dans les magasins de propriétaires inconnus. Le nombre de crimes augmente dans les quartiers à proximité de la 12th Street.
En 1967, la densité de population à proximité de la 12th Street atteint le double de la moyenne de Détroit. Après les émeutes, un sondage du Detroit Free Press démontre que la mauvaise qualité des logements vient tout de suite après la brutalité policière comme justification aux émeutes.

### Éducation

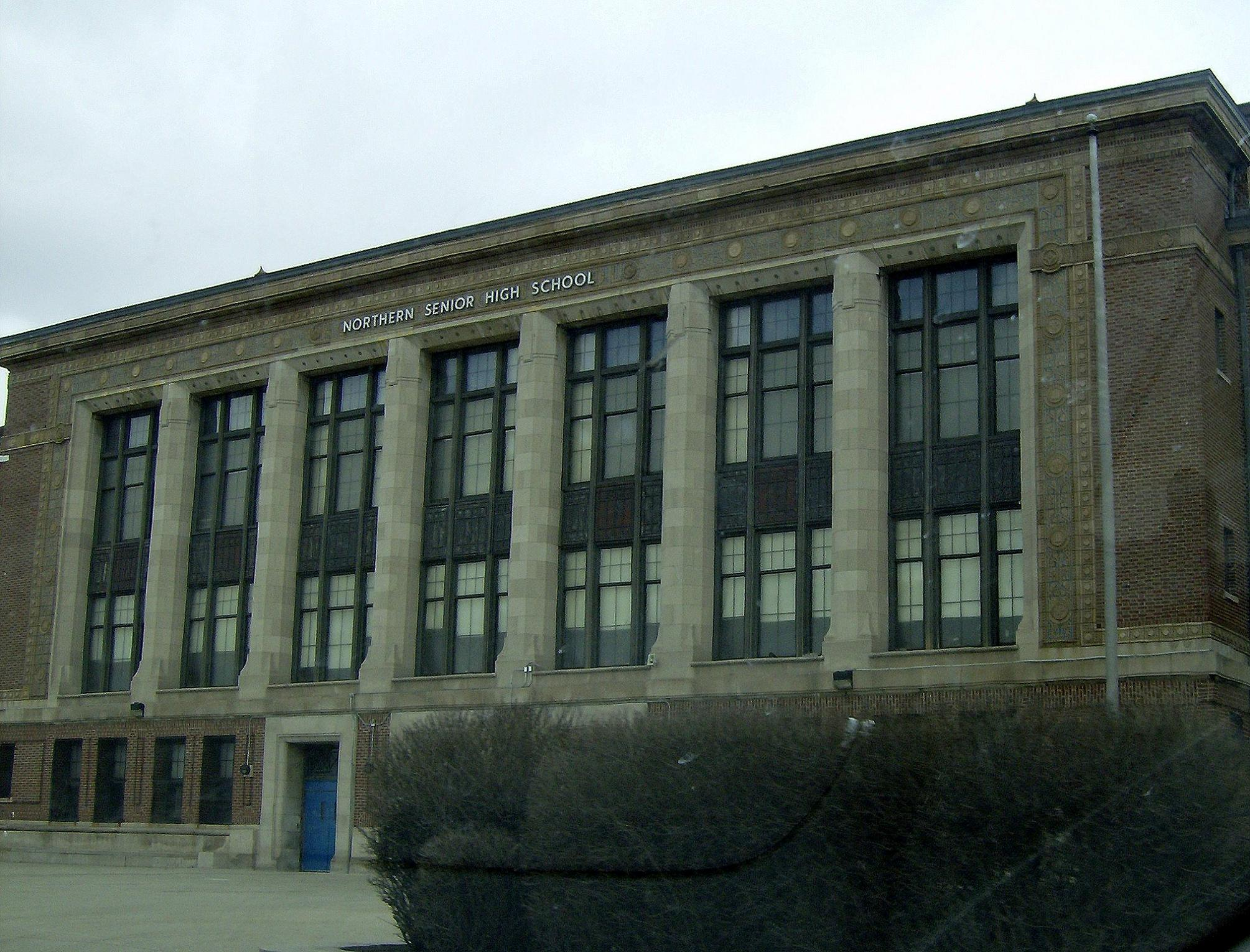
La clientèle de la Northern High School sur Woodward Avenue est à 98 % noire en 1966.

Dans les années 1960, le sous-financement des écoles publiques de Détroit est la conséquence d'une réduction de la population active tout comme de l'augmentation du nombre d'étudiants. De 1962 à 1966, le nombre d'élèves passe en effet de 284 000 à 295 000. En même temps, les familles de la classe moyenne quittent la ville et le nombre d'élèves de familles démunies, les plus souvent noires, augmente proportionnellement. En 1966-1967, le financement moyen par élève est de 193 dollars à Détroit, alors qu'il est de 225 dollars dans les banlieues. De plus, il revient plus cher d'éduquer des élèves venant de milieux défavorisés. Le Detroit Board of Education estime qu'il en coûte le double d'éduquer « correctement un enfant du ghetto comparativement à un enfant de la banlieue »,. Selon une loi du Michigan, le nombre maximal d'élèves par classe ne doit pas dépasser 35, mais dans le Détroit métropolitain, des classes peuvent atteindre 40 élèves par enseignant. Pour égaler le rapport enseignant/élèves observé ailleurs au Michigan, Détroit aurait dû embaucher 1 650 enseignants supplémentaires pour l'année scolaire 1966-1967.
En 1959, le Detroit Board of Education met en vigueur un règlement qui interdit la discrimination dans n'importe quelle activité scolaire et n'importe quelle décision administrative. De 1962 à 1966, les organismes de défense des droits des Noirs poursuivent leurs activités pour améliorer la qualité de l'éducation des étudiants noirs. Les problèmes soulevés sont la taille des classes, les limites extérieures des écoles et la façon dont les enseignants blancs traitent les étudiants noirs. Le Citizens Advisory Committee on Equal Educational Opportunities (chargé de l'accès à l'éducation pour tous) rapporte un motif discriminatoire dans l'affectation des enseignants et des directeurs d'école à Détroit. Il observe aussi de « graves discriminations » dans l'emploi et la formation des futurs enseignants. Le Detroit Board of Education accepte les recommandations de l'organisme, mais doit composer avec une opposition croissante de la communauté. Le NAACP demande une discrimination positive lors de l'embauche de personnel scolaire et une réduction de la ségrégation par le biais d'une politique dite des écoles ouvertes (open schools). Précurseur de l'opposition des groupes de défense des droits des Noirs et des Noirs nationalistes, un groupe communautaire souhaite un changement dans les manuels et l'enseignement en classe plutôt que l'intégration. Le meneur de ce projet, le révérend Albert Cleage, exige la présence d'enseignants noirs qui enseignent à des étudiants noirs l'histoire des Noirs, ce qui tranche avec la formule courante où tous les étudiants sont soumis aux mêmes évaluations.
En avril et mai 1966, une manifestation étudiante à la Detroit Northern High School fait la une des médias de la ville. L'école, dont les élèves sont à 98 % des Noirs, montre des résultats moindres que dans le reste du Michigan. Un journal étudiant clame que les enseignants ont reçu la consigne de faire « réussir » les étudiants sans vérifier leur maîtrise des notions au programme. Les étudiants font ensuite la grève, puis ils créent une école temporaire dans l'église du quartier, où des enseignants de l'université de Wayne State travaillent bénévolement. Des grèves de soutien sont planifiées pour mai, avec la bénédiction du révérend Albert Cleage. Lorsque le conseil d'école vote pour les renvois du directeur, du directeur-adjoint et du seul policier affecté à l'école Northern, des Blancs jugent que le conseil a capitulé devant les menaces et sont outrés que des étudiants dirigent l'école.
Arthur L. Johns, ancien chef du chapitre de Détroit pour le NAACP, est embauché en 1966 pour augmenter l'engagement de la communauté dans les écoles et pour améliorer « les relations intergroupes et la discrimination positive »,. Pourtant, les écoles de la ville où les Noirs sont majoritaires demeurent surpeuplées et sous-financées.

### Magasins
Les sondages publiés par le journal Detroit Free Press indiquent que les Noirs sont dans une proportion élevée insatisfaits des services dans les magasins lorsqu'ils se comparent aux Blancs. Dans les magasins des quartiers majoritairement noirs, les propriétaires appliquent des « pratiques de crédit dures et inhumaines » et « manquent de courtoisie ou abusent de leurs clients »,. Le NAACP, le Trade Union Leadership Council (TULC) et le Congress of Racial Equality (CORE) ont tous les trois fait des représentations auprès de l'administration Cavanagh avant les émeutes. En 1968, l'archidiocèse de Détroit publie les résultats de l'un des plus grands sondages jamais menés aux États-Unis sur les habitudes de consommation. Le sondage met en lumière que le coût de l'épicerie est de 20 % supérieur au centre-ville que dans les banlieues. Quelques raisons expliquent cet écart : les magasins des banlieues, plus grands, jouissent d'économies d'échelle et il est plus facile de transporter et livrer les marchandises en banlieues.

## Suites

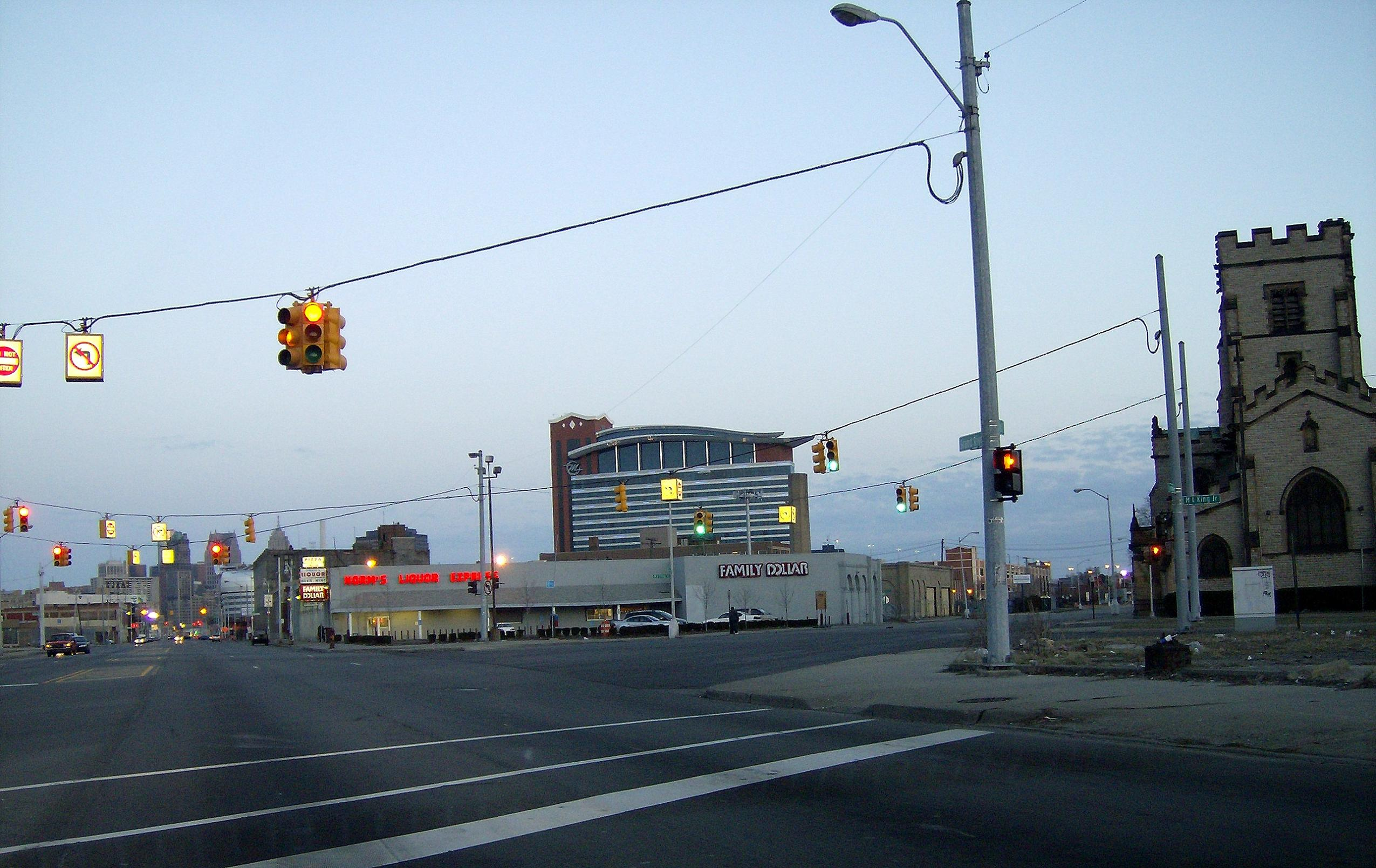
La Grand River Avenue constitue la partie orientale du périmètre de pillages et d'incendies en 1967. Quarante ans plus tard, l'un des trois casinos de la ville y est installé, le en.

Les Noirs et les Blancs de Détroit jugent très différemment les évènements de juillet 1967. L'historien américain Sidney Fine cite plusieurs sondages menés à la demande d'universitaires et du journal Detroit Free Press. Même si le nationalisme noir semble mieux accepté à la suite de l'agitation populaire, ce que laisse penser par exemple l'augmentation substantielle d'adhérents à l'église d'Albert Cleage, les Blancs sont plutôt favorables à une séparation.
En 1968, 1 % des Noirs et 17 % des Blancs de Détroit préfèrent une « séparation totale » des races. 88 % des Afro-Américains et 24 % des Blancs soutiennent l'intégration raciale. Cependant, les citoyens demeurant dans le secteur près de la 12th Street épousent d'autres vues. Par exemple, 22 % des Noirs de ce secteur pensent que les Noirs doivent collaborer avec les Blancs. Par ailleurs, un sondage de 1968 du Detroit Free Press mené auprès des Noirs de Détroit montre qu'ils approuvent les positions des hommes politiques conventionnels, tels Charles Diggs (27 %) et John Conyers (22 %), alors qu'Albert Cleage est moins apprécié (4 %).
Au début des années 1970, trois hommes d'affaires notables (Henry Ford II, J. L. Hudson et Max Fisher) fondent New Detroit dans le but de revitaliser le centre-ville. L'organisme, qui veut être à l'écoute des préoccupations des « Noirs du centre-ville » et des « émeutiers », est critiqué parce qu'il donne de la crédibilité aux organisations noires radicales. Les notables noirs modérés, tel Arthur L. Johnson, voient diminuer leur prestige et sont réduits au silence à la suite des émeutes ; les Noirs radicaux voient en contre-partie leur prestige augmenter et certains mettent en avant « une république noire forgée à partir des cinq États du Sud » (c'est-à-dire le Maryland, la Virginie, la Caroline du Nord, la Caroline du Sud et la Géorgie) et suggèrent de « forcer les portes des armureries pour s'emparer des armes »,. Le directeur de la commission Kerner responsable des opérations à Détroit a rapporté que les meneurs des émeutiers agissant près de la 12th Street n'ont pas jugé immoral de tuer des Blancs.
De plus, les membres modérés des communautés blanche et noire croient que les leaders industriels blancs et riches soutiennent, par leur argent et leur influence, les Noirs radicaux à titre d'« assurance contre les émeutes ». Les classes moyennes noire et blanche craignent qu'une future émeute touche à la fois les quartiers afro-américains du centre-ville et les banlieues habitées par les Blancs. Des citoyens prônent que les Blancs restent dans la ville tout en étant armés ; ils craignent, si Détroit « devient noire », d'être les témoins « d'une guérilla dans les banlieues »,.
Le conseiller municipal Mel Ravitz a affirmé que les émeutes n'ont pas seulement divisé les ethnies — parce qu'elles ont « augmenté les craintes de plusieurs Blancs tout en stimulant le militantisme de plusieurs Noirs », — mais elles ont aussi exposé les divisions des communautés noires et blanches. Les libéraux modérés de chaque communauté font face à de nouveaux groupes politiques qui prônent des solutions extrémistes et attisent les craintes de futures violences. Alors qu'avant juillet 1967, le journal London Free Press brosse un portrait idyllique de la ville, il rapporte en 1968 que Détroit est « une ville malade où la peur, les rumeurs, les préjudices raciaux et l'achat d'armes tendent les nerfs des Blancs et des Noirs au point de les voir rompre »,. Dans tous les cas, si les émeutes sont vues comme une rébellion ou encore une façon pour les Noirs d'exprimer leurs insatisfactions, ils ont obtenu une victoire partielle.
La communauté noire de Détroit reçoit plus d'attention des gouvernements fédéral et du Michigan à partir de 1967 et, même si New Detroit se sépare de ses membres noirs et se transforme en une organisation plus imposante, Detroit Renaissance, l'argent afflue dans les coffres des sociétés détenues par des Noirs. Coleman Young, maire noir de Détroit de 1974 à 1994, écrit en 1994 :
Selon l'économiste américain Thomas Sowell (2010) : 
Pour les forces armées américaines ainsi que l'administration du président Johnson, les émeutes confirment qu'il peut être nécessaire d'occuper militairement les villes. Les émeutes de Détroit mettent plus particulièrement en lumière l'importance d'utiliser un centre de coordination militaire (tel l'Army Operations Center, AOC) capable d'anticiper les guérillas domestiques et de coordonner les mesures pour les combattre.

### Embauche des minorités ethniques
À la suite des émeutes, les gouvernements locaux et du Michigan embauchent plus souvent les membres d'ethnies minoritaires. Le 18 août 1967, la police d'État, qui existe depuis 55 ans, admet le premier soldat (trooper) noir de son histoire. En mai 1968, le maire Cavanaugh forme un groupe de travail qui se penche sur le recrutement et l'embauche dans les forces policières. 35 % des policiers embauchés à Détroit en 1968 sont Noirs. En juillet 1972, les Noirs constituent 14 % de l'ensemble des forces policières de Détroit, soit le double de 1967 en pourcentage. Le gouvernement du Michigan recourt à son privilège de réviser les contrats de l'État dans le but d'augmenter le nombre d'emplois occupés par des personnes qui ne sont pas blanches.
À la suite des troubles, la chambre de commerce du Grand Détroit lance une campagne pour trouver un emploi à 10 000 personnes qui étaient auparavant jugées inaptes à occuper un emploi, la majorité de celles-ci étant noire. Le 12 octobre 1967, les sociétés de Détroit rapportent qu'elles emploient environ 5 000 Afro-Américains supplémentaires. L'historien Sidney Fine croit que « ce nombre est peut-être sous-estimé ». Selon un sondage du journal Detroit Free Press, mené vers la fin de l'été 1968 auprès des habitants vivant à proximité du théâtre des émeutes, 39 % des répondants croient que les employeurs sont devenus « plus justes », alors que 14 % croient qu'ils sont « moins justes »,.
Après les émeutes, les fabricants d'automobiles et les magasins abaissent leurs critères d'embauche. Un responsable de l'embauche de la société téléphonique Michigan Bell commente en 1968 : « des années durant, les sociétés ont tenté de filtrer les candidats. Aujourd'hui, nous tentons de trouver des raisons pour les embaucher »,.

### Lois sur le logement
Avant les troubles, Détroit n'a aucune loi pour supprimer les ségrégations ethniques touchant les logements ; le Michigan applique quelques lois. Les tentatives d'en mettre en vigueur au niveau de l'État sont vigoureusement combattues par des groupes de Blancs puissants et organisés. L'opposition commence à diminuer après les émeutes. L'historien Sidney Fine note que : 
Le gouverneur George W. Romney agit immédiatement après les troubles en organisant une session spéciale des chambres législatives du Michigan, où il propose des mesures plus vastes et plus larges pour le logement : politiques plus justes pour l'accès au logement, relocalisations plus permissives, plus de droits aux occupants et application plus sévère des lois. Auparavant, il a soutenu des mesures semblables, mais il a reculé devant l'opposition. Même s'il propose ce train de mesures après les émeutes, il fait encore face à l'opposition de groupes de Blancs organisés et aux membres de son parti (qui rejettent encore ces mesures).
Romney poursuit néanmoins son projet et propose à nouveau ces mesures en 1968 lors d'une session régulière des chambres législatives du Michigan. Il annonce publiquement que, si ces mesures ne sont pas mises en vigueur, « il y aura une accélération dans le recrutement des insurrectionnistes révolutionnaires ». Il croit que ces mesures constituent « le pas le plus important que les chambres puissent faire pour éviter les désordres dans nos villes ». Les deux chambres votent majoritairement en faveur de ces lois. Le magazine Michigan Historical Review écit que :

### Opinion publique
Un sondage mené par une firme de sondage en juillet 2016 se concentre sur l'évolution des relations Blancs-Noirs depuis les émeutes. Elle a sondé les habitants de trois comtés du Michigan du 14 au 19 juillet, période où une part de la population américaine est en colère à la suite des meurtres d'Afro-américains par des policiers, suivis de représailles contre des policiers de Dallas et de Baton Rouge.
Les répondants de Détroit sont plus optimistes sur les relations raciales comparativement à l'ensemble de la population américaine. Un sondage du Washington Post et d'ABC News démontre que 32 % des répondants croient que les relations sont bonnes, alors que 56 % et 47 % des Blancs et des Noirs de Détroit, respectivement, le croient. Reynold Farley, ancien professeur de sociologie à l'université du Michigan et spécialiste de la démographie de Détroit, commente : « Je pense que les gens de la région de Détroit sont plus au fait des relations raciales que les gens vivant dans un État, le Maine par exemple, où il n'y a pratiquement aucune population noire et qui s'informent en regardant des incidents violents à la télévision,. »
Quand on demande aux répondants de décrire par un mot les émeutes de 1967 : émeute, rébellion ou insurrection, les réponses des Blancs sont respectivement : 61 %, 12 % et 12 %, alors que pour les Noirs, c'est 34 %, 27 % et 24 %. Une majorité de Noirs croit néanmoins que d'importants progrès ont été accomplis depuis les émeutes. Malgré tout, plusieurs Noirs de Détroit croient qu'ils font encore l'objet de discriminations, l'une des causes des émeutes. 28 % des Noirs de Détroit qui ont répondu au sondage affirment que, dans les douze derniers mois, ils n'ont pas été traités équitablement pour l'emploi, le salaire et les promotions, alors qu'environ 15 % des Blancs sondés jugent que c'est le cas.

## Dans la culture populaire
Le personnel de rédaction du quotidien Detroit Free Press a reçu un prix Pulitzer pour sa couverture des événements.
Les événements ont été soulignés par Gordon Lightfoot dans sa chanson Black Day in July de son album Did She Mention My Name?.
Le film Detroit de Kathryn Bigelow, sorti à l'été 2017 pour le cinquantenaire des émeutes, retrace les événements.
Des œuvres d'arts visuels ont été créées à la suite des émeutes de 1967. Plusieurs ont été présentées en 2017 dans le cadre d'une exposition sur le mouvement afro-américain des droits civiques. En 2017, une peintre de Détroit a créé une toile pour commémorer l'affaire du motel Algiers.
Le poète et dramaturge Bill Harris a dépeint les conditions de vie de la communauté noire de Détroit après juillet 1967 dans son ouvrage Detroit a young guide to the city (2012),.
Deux pièces de théâtre, inspirées par les expériences de personnes ayant vécu les évènements, ont été présentées en 2017.

### Citations originales
1. ↑  (en) « carnival atmosphere »
2. ↑  (en) « gleefulness in throwing stuff and getting stuff out of buildings »
3. ↑  (en) « state of insurrection »
4. ↑  (en) « you were going to get looted no matter what color you were »
5. ↑  (en) « Stay cool, we're with you! »
6. ↑  (en) « Their testicles were still black and blue two weeks after the incident. »
7. ↑  (en) « highly disorganized and not very well trained »
8. ↑  (en) « Today we stand amidst the ashes of our hopes. We hoped against hope that what we had been doing was enough to prevent a riot. It was not enough. »
9. ↑  (en) « more going for it than any other major city in the North »
10. ↑  (en) « Negroes can't get in here...These people are so anti-colored, much more than you in Alabama. »
11. ↑  (en) « need to throw a brick to communicate with City Hall »
12. ↑  (en) « the country's leading and most forceful reforms in education »
13. ↑  (en) « I don't feel a great deal of difference here [from Alabama]...Housing segregation is just as bad, and it seems more noticeable in the larger cities. »
14. ↑  (en) « model for police-community relations »
15. ↑  (en) « We need to know the answers, I think, to three basic questions about these riots: What happened? Why did it happen? What can be done to prevent it from happening again and again? »
16. ↑  (en) « too soft on crime »
17. ↑  (en) « police system »
18. ↑  (en) « bigots »
19. ↑  (en) « extremely anti-Negro »
20. ↑  (en) « prejudiced »
21. ↑  (en) « boys »
22. ↑  (en) « honey »
23. ↑  (en) « baby »
24. ↑  (en) « Not to protect them, but to discipline them; not to comfort them, but to contain them. »
25. ↑  (en) « most arduous, dangerous and unhealthy jobs »
26. ↑  (en) « the worst and most dangerous jobs: the foundry and the body shop »
27. ↑  (en) « arrest the exodus of business from the central city, to convert slum property to better housing, and to enlarge the city's tax base »
28. ↑  (en) « ghetto child properly as to educate a suburban child »
29. ↑  (en) « intergroup relations and affirmative action »
30. ↑  (en) « sharp and unethical credit practices »
31. ↑  (en) « discourteous if not abusive to their customers »
32. ↑  (en) « total separation »
33. ↑  (en) « inner-city Negro »
34. ↑  (en) « rioters »
35. ↑  (en) « a black republic carved out of five southern states »
36. ↑  (en) « breaking into gun shops to seize weapons »
37. ↑  (en) « riot insurance »
38. ↑  (en) « became black »
39. ↑  (en) « guerrilla warfare in the suburbs »
40. ↑  (en) « deepened the fears of many whites and raised the militancy of many blacks »
41. ↑  (en) « sick city where fear, rumor, race prejudice and gun-buying have stretched black and white nerves to the verge of snapping »
42. ↑  (en) « The heaviest casualty, however, was the city. Detroit's losses went a hell of a lot deeper than the immediate toll of lives and buildings. The riot put Detroit on the fast track to economic desolation, mugging the city and making off with incalculable value in jobs, earnings taxes, corporate taxes, retail dollars, sales taxes, mortgages, interest, property taxes, development dollars, investment dollars, tourism dollars, and plain damn money. The money was carried out in the pockets of the businesses and the white people who fled as fast as they could. The white exodus from Detroit had been prodigiously steady prior to the riot, totaling twenty-two thousand in 1966, but afterwards it was frantic. In 1967, with less than half the year remaining after the summer explosion—the outward population migration reached sixty-seven thousand. In 1968 the figure hit eighty-thousand, followed by forty-six thousand in 1969. »
43. ↑  (en) « Before the ghetto riot of 1967, Detroit's black population had the highest rate of home-ownership of any black urban population in the country, and their unemployment rate was just 3.4 percent. It was not despair that fueled the riot. It was the riot which marked the beginning of the decline of Detroit to its current state of despair. Detroit's population today is only half of what it once was, and its most productive people have been the ones who fled »
44. ↑  (en) « that figure may be an underestimate »
45. ↑  (en) « more fair »
46. ↑  (en) « less fair »
47. ↑  (en) « for years businesses tried to screen people out. Now we are trying to find reasons to screen them in »
48. ↑  (en) « The Detroit riot of 1967 and the racial disturbances it triggered elsewhere in the state, including Flint and Pontiac, swelled the number of Michigan Cities with fair housing ordinances to fifteen by November 1967, the largest number in any state at that time, and to thirty-five by October 1968, including some of the Detroit suburbs that had previously been almost entirely white. »
49. ↑  (en) « it will accelerate the recruitment of revolutionary insurrectionists »
50. ↑  (en) « the single most important step the legislature can take to avert disorder in our cities »
51. ↑  (en) « The Michigan Fair Housing Act, which took effect on Nov 15, 1968, was stronger than the federal fair housing law…and than just about all the existing state fair housing acts. It is probably more than a coincidence that the state that had experienced the most severe racial disorder of the 1960s also adopted one of the strongest state fair housing acts. »
52. ↑  (en) « I think it’s easier for people in the Detroit area to have some familiarity with race relations than people in a state like Maine, where there’s virtually no black population at all and the information comes from seeing violent incidents on television. »